# Chocolate rosa

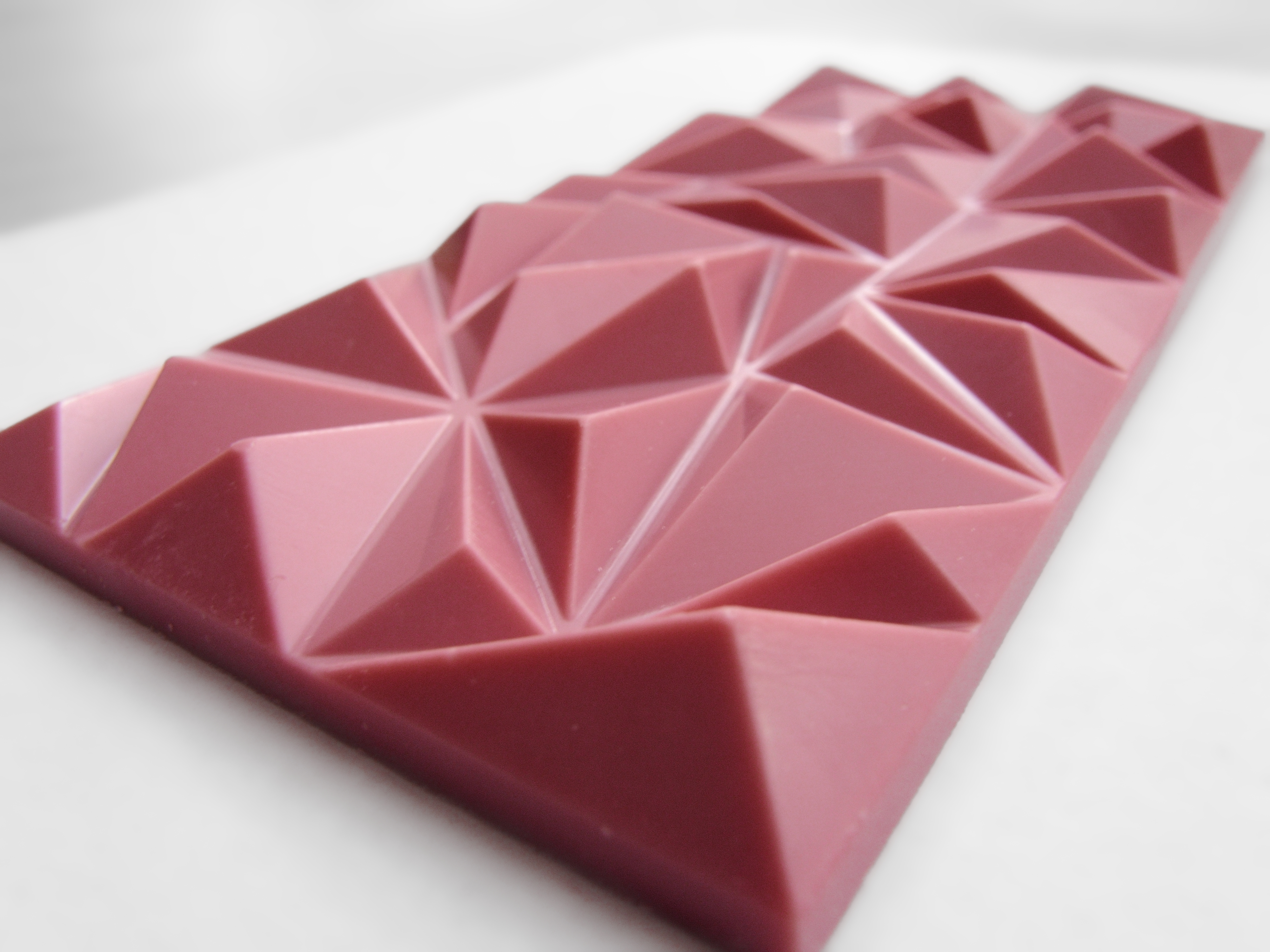
Chocolate rosa.

El chocolate rosa o ruby es un tipo de chocolate, y no una nueva variedad de cacao, creado por el grupo empresarial Barry Callebaut.
Según sus creadores y debido a un proceso de elaboración único, no dado a conocer a la comunidad científica internacional, es completamente natural, sin ningún tipo de aditivos ni colorantes añadidos. Solo ciertos tipos de grano de cacao contienen, y en distintos grados, los elementos vinculados a esta particular forma natural de color y sabor. Su tonalidad corresponde a los pigmentos naturales que poseen las semillas del cacao ruby, que se cultivan en Ecuador, Brasil y Costa de Marfil. La semilla del cacao ruby es rojiza, con un sabor muy peculiar. "Ni lechoso, ni amargo, ni dulce."
Este chocolate conserva, según sus creadores, sus propiedades cromáticas sin perder el color original, el sabor característico y sin utilizar ningún tipo de aditivo. Durante su fabricación, se prioriza el proceso de los granos por encima de las cantidades de lácteos y cacao empleados, ya que el polvo extraído será el que se utilizará para colorear el producto final. Algunos expertos calculan que el rubí podría restarle algo de cuota al chocolate con leche e, incluso, posicionarse por encima del blanco. Pero para ser considerado ‘nuevo alimento’ por la Unión Europea, el productor ha de  pasar por los controles de inocuidad de la Autoridad Europea de Seguridad Alimentaria. En este caso, al no introducir nuevas especies no autorizadas y utilizar aditivos o sustancias de uso alimentario autorizado, probablemente incluirán el rubí dentro de alguna de las categorías autorizadas como otros tipos de cacao.

## Lanzamiento
80 años después del lanzamiento del chocolate blanco como tercer tipo chocolate tras el negro y el con leche, en septiembre de 2017, el fabricante líder mundial de chocolate Barry Callebaut presentó en Shanghái (China), por todo lo alto, este nuevo tipo de chocolate. Sus creadores han decidido mantener el secreto de su desarrollo. Eso les permitirá gozar del monopolio durante un tiempo, hasta que otras empresas chocolateras den con la fórmula. El Centro de Investigación y Desarrollo de Barry Callebaut ha tardado 13 años en lograr la fórmula. En 2004, mientras los investigadores trabajaban sobre los beneficios para la salud de los flavonoides en el chocolate (que logró el primer reclamo de salud de la historia para el cacao en la Unión Europea, tras la opinión científica positiva de la Autoridad Europea de Seguridad Alimentaria), se encontraron casualmente con este característico potencial rosado en ciertas habas de cacao.

## Mercado objetivo
Un análisis de mercado realizado por agencias independientes internacionales en Reino Unido, EE. UU., China y Japón concluyó que el cuarto chocolate contaba con un público potencial con alta intención de compra en diferentes precios. Pero el gran potencial estaría entre los 'millennials'. Los 'millennials' son la generación objetivo a quienes esperan sorprender con este sabor que se habría inventado en su siglo, con un imperio tecnológico detrás y la garantía de los grandes maestros chocolateros suizos. La llegada del chocolate rosa al mercado coincide de lleno con la tendencia mundial del foodporn, el mostrar los alimentos y creaciones culinarias a través de las redes sociales, ya que el color tiene muchos puntos en este cometido.